# The Teenagers featuring Frankie Lymon
The Teenagers featuring Frankie Lymon is het debuut- en enige studioalbum van de Amerikaanse doowopgroep Frankie Lymon & the Teenagers. Het album werd in december 1956 uitgebracht op het label Gee Records.

## Ontvangst
Bruce Eder van AllMusic gaf het album vier van vijf sterren. Hij noemde het album "the best work the group ever did and displaying some of the best aspects of its genre". In 2016 werd de groep dankzij het album opgenomen in Rolling Stones lijst van 40 Greatest One-Album Wonders.

## Nummers
| Nr. | Titel                         | Duur |
| --- | ----------------------------- | ---- |
| 1.  | Why do fools fall in love     | 2:32 |
| 2.  | Please be mine                | 2:29 |
| 3.  | Who can explain               | 0:42 |
| 4.  | Share                         | 2:41 |
| 5.  | Love is a clown               | 0:45 |
| 6.  | I promise to remember         | 2:53 |
| 7.  | I want you to be my girl      | 0:44 |
| 8.  | I'm not a know it all         | 3:33 |
| 9.  | Baby, baby                    | 2:27 |
| 10. | The ABC's of love             | 3:05 |
| 11. | Am I fooling myself again     | 3:00 |
| 12. | I'm not a juvenile delinquent | 5:32 |

## Bezetting
- Frankie Lymon (hoofdzanger)
- Joe Negroni (bariton)
- Sherman Garnes (bas)
- Herman Santiago (eerste tenor)
- Jimmy Merchant (tweede tenor)